# Трюгстад, Кристиан
Кристиан Трюгстад (норв. Kristian Trygstad, род. 11 августа 1978) — норвежский шахматист, мастер ФИДЕ.
Участник нескольких чемпионатов Норвегии. Серебряный призёр открытого чемпионата Норвегии 2000 г. в классе В.
В составе сборной Норвегии участник шахматной олимпиады 2000 г., юниорского турнира четырёх наций 1998 г.
Участник юношеского чемпионата Европы 1994 г. (в категории до 16 лет).
Участник турнира северных стран 2001 г.
Многократный участник Кубков европейских клубов.
Дополнительную известность приобрёл в качестве участника инцидента на турнире «Gausdal Classics tournament», когда в 5-м туре соревнования Ф. Элснесс в партии с Трюгстадом пытался играть на время в теоретически ничейном эндшпиле «ладья и пешка против ладьи». Находившийся в цейтноте Трюгстад обратился к арбитрам с просьбой зафиксировать ничью на основании правил ФИДЕ. Судья турнира Х. У. Лалум зафиксировал ничью, невзирая на допущенную Трюгстадом просрочку времени. Решение судьи вызвало бурный протест со стороны Элснесса, который выбыл из турнира и после этого 3 года не участвовал в соревнованиях.

## Основные спортивные результаты
| Год  | Город          | Соревнование                                                 | + | − | = | Результат | Место         |
| ---- | -------------- | ------------------------------------------------------------ | - | - | - | --------- | ------------- |
| 1994 | Бэйле-Еркулане | Юношеский чемпионат Европы (до 16 лет)                       |   |   |   |           | [ 18 ]        |
| 1998 | Осло           | Чемпионат Норвегии                                           | 1 | 4 | 4 | 3 из 9    | 19—21         |
|      | Тьеле          | Юниорский турнир четырёх наций (сборная Норвегии, ?-я доска) | 1 | 1 | 1 | 1½ из 3   |               |
| 2000 | Гаусдал        | Чемпионат Норвегии (класс В)                                 | 5 | 0 | 4 | 7 из 9    | 2             |
|      | Стамбул        | XXXIV Олимпиада (сборная Норвегии, 4-я доска)                | 6 | 3 | 3 | 7½ из 12  |               |
| 2001 | Гаусдал        | Международный турнир «Gausdal Classics»                      | 1 | 3 | 5 | 3½ из 9   | 6—7           |
|      | Кристиансунн   | Чемпионат Норвегии                                           | 1 | 3 | 6 | 4 из 9    | 10—16         |
|      | Берген         | Турнир северных стран                                        | 4 | 3 | 2 | 5 из 9    | [ 26 ] [ 27 ] |
| 2002 | Осло           | Международный турнир                                         | 0 | 3 | 6 | 3 из 9    | 8—9           |
|      | Гаусдал        | Международный турнир «Gausdal Classics IM-A»                 | 4 | 2 | 3 | 5½ из 9   | 4             |
|      | Рёрус          | Чемпионат Норвегии                                           |   |   |   | 4½ из 9   | 9—12          |
| 2003 | Осло           | Международный турнир                                         | 3 | 0 | 7 | 6½ из 10  | 3             |
|      | Фредрикстад    | Чемпионат Норвегии                                           | 2 | 1 | 6 | 5 из 9    | 9—10          |
| 2009 | Осло           | Мемориал А. Эйкрема                                          |   |   |   | 2 из 9    | 9             |

## Изменения рейтинга
| Графики недоступны из-за технических проблем. См. информацию на Фабрикаторе и на mediawiki.org. |